# Bob Baetens
Robert »Bob« Frédérik Louis Baetens , belgijski veslač, * 28. oktober 1930, Antwerpen, † 19. oktober 2016.
Baetens je za Belgijo nastopil na Poletnih olimpijskih igrah 1952 in 1956.
Leta 1952 je z veslaškim partnerjem Michelom Knuysnom v dvojcu brez krmarja osvojil srebrno medaljo.
S Knuysnom sta bila na naslednjih Olimpijskih igrah izločena v repasažu iste discipline.